# Saparewa banja
Saparewa banja (bułg. Сапарева баня) – miasto w Bułgarii, w obwodzie Kiustendił, centrum administracyjne gminy Saparewa banja. W 2019 roku liczyło 3502 mieszkańców.